# 千纪
千纪，又称千年纪、千年，是跨越一千年的时间跨度。
在公元纪年中，如果一个年份可以被1000整除就被称为千年（或者那个年份之后的一年，如2000年或2001年都可被认为是新千年）。在2000年全球庆祝新千纪到来时，就发生了有关到底2000年还是2001年才是新千纪开始的争论。
支持2001年为21世纪元年的人认为：由于西元历法从1年开始算起，1年－10年为0年代，1年－100年为1世纪，1年至1000年是1千纪，因此2千纪开始于1001年，2001年才是3千纪的开始。

## 千纪列表
- 前11千紀
- 前10千纪
- 前9千纪
- 前8千纪
- 前7千纪
- 前6千纪
- 前5千纪

- 前4千纪
- 前3千纪
- 前2千纪
- 前1千纪
- 1千纪
- 2千纪
- 3千纪
- 4千纪